# Немагнітна сталь
Немагні́тна сталь (англ. non-magnetic steel) — легована сталь аустенітного класу з низькою магнітною проникністю й високим питомим електричним опором. Немагнітні сталі застосовують в електромашинобудуванні і спеціальному апаратобудуванні як замінник сплавів кольорових металів.
До групи немагнітних сталей належать конструкційні Cr-Ni- та Cr-Mn-сталі типу 08Х18Н10Т, 10Х14П4H4Т та ін., які є парамагнітними й придатними до використання як немагнітні матеріали.
Для виготовлення різноманітних деталей магнітних та інших спеціальних приладів у випадках, коли феромагнітні матеріали використовувати не можна, оскільки вони можуть впливати на точність показів приладів, деталей електричних машин і апаратів, корпусів компасів, застосовують сталь 5Х3Н12Г5.
Однак ці сталі мають низьку границю плинності (σт< 250…300 МПа), що утруднює їх використання для виготовлення високонавантажених елементів конструкцій (наприклад, немагнітних бандажних кілець у турбогенераторах). Для цього застосовуються середньовуглецеві зі зниженим вмістом Ni аустенітні сталі, леговані Mn, Cr, Al, марок 55Г9Н9Х3, 50Х4Г18, 45Г17Ю3 та ін.